# Lluís Giralt i Vidal
Lluís Giralt i Vidal (Sant Pere de Ribes, 1964) fou alcalde de Sant Pere de Ribes. Enginyer tècnic agrícola i llicenciat en enologia. Ha treballat durant anys a l'Institut Català de la Vinya i el Vi. Ha participat activament en la vida social de Ribes, fou president de l'entitat Els Xulius, membre de l'AMPA de l'Escola La Riera de Ribes, membre de la Comissió de balls populars de Ribes, entre altres activitats.
Tot i haver participat en diferents iniciatives locals, la seva entrada a la vida política no va ser fins al 2007, amb la creació del col·lectiu Veu i Acció. Al mateix any, es va presentar segon a les llistes electorals que ViA feia conjuntament amb CiU i va ser escollit regidor. El 2011 es va convertir amb el cap de l'oposició del municipi després de fer el millor resultat de CiU en unes eleccions municipals, on van quedar en segona posició. Al setembre de 2013, Josep Antoni Blanco va dimitir com a alcalde i un pacte de CiU-ViA amb UM9 i ICV van signar un pacte de govern, que repartia a mitges l'alcaldia entre UM9 i CiU-ViA fins al final de la legislatura. El 24 de juliol de 2014, Lluís Giralt va prendre el relleu a l'alcaldia després de la renúncia pactada amb Anna Gabaldà, amb els vots a favor d'UM9 i ICV.
Va deixar l'alcaldia en el ple sorgit de les eleccions de maig de 2015, en què va ser escollida Abigail Garrido Tinta del PSC, en minoria. Giralt li va lliurar la vara històrica del municipi, restaurada durant el seu mandat.